# Víctor Marulanda
Víctor Hugo Marulanda Velásquez (Medellín, 3 febbraio 1971) è un ex calciatore e dirigente sportivo colombiano, di ruolo difensore. È stato presidente dell'Atlético Nacional dal dicembre 2006 al dicembre 2009.

## Caratteristiche tecniche
Giocava come difensore centrale.

## Carriera

### Club
Debuttò in massima serie colombiana nella stagione 1989: in quell'anno fece parte della rosa dell'Atlético Nacional che vinse la Coppa Libertadores. Partecipò anche alla Coppa Intercontinentale, pur non entrando in campo: lo stesso successe nel 1990, nella Coppa Interamericana. Nel 1991 vinse il titolo colombiano; replicò il successo nel 1994. Trasferitosi nel 1996 al Deportivo Pereira, nel 1997 ebbe l'unica esperienza in una squadra estera: firmò infatti per l'Alianza Lima, formazione peruviana. Con il club bianco-blu disputò una buona stagione, al termine della quale ottenne il titolo di campione del Perù. Nel 1998 tornò all'Atlético Nacional, vincendo la Coppa Merconorte di quell'anno: giocò nella finale di ritorno, venendo schierato da titolare. Nel 1999 si ritirò dal calcio giocato.

### Nazionale
Giocò per la selezione Under-20 colombiana nel 1989, partecipando anche al campionato del mondo Under-20 1989: esordì nella massima competizione giovanile il 17 febbraio contro la Costa Rica.  Nel 1990 esordì in Nazionale maggiore, assommando 2 presenze. Nel 1992 partecipò al Torneo Pre-Olimpico CONMEBOL. Ottenuta la qualificazione a Barcellona 1992, nel torneo olimpico giocò 2 incontri, entrambi a Sabadell.

## Palmarès

### Club

#### Competizioni nazionali
- Campionato colombiano: 3

Atlético Nacional: 1991, 1994, 1999
- Campionato peruviano: 1

Alianza Lima: 1997

#### Competizioni internazionali
- Coppa Libertadores: 1

Atlético Nacional: 1989
- Coppa Interamericana: 1

Atlético Nacional: 1989
- Coppa Merconorte: 1

Atlético Nacional: 1998